# 国父
国父，或称为国家之父、祖国之父、建国之父、国民之父、民族之父、独立之父，是给予当前国家政权奠基者的称谓，当匹配此荣誉者多于一人时，则统称为开国元勋（Founding Fathers）。现代汉语中的「国父」一词，可考证的最早出处是清代学者梁廷枏的著作《海国四说》，书中提及第一任美国总统喬治·华盛顿逝世时，举国称其为国父。

## 用途

### 罗马帝国荣誉称号
国父（Pater Patriae）意指“祖国之父”，是罗马共和国和罗马帝国时期，由罗马元老院授予元老以及罗马皇帝的荣誉称号。尽管多位罗马皇帝都曾经获得此头衔，但它并没有成为代表皇帝权利与荣耀的称号。

### 民族始祖
许多国家以创世神话中的人物为建国之祖，如建立葡萄牙（“路西塔尼亚”）的路索斯、建立波兰（“莱希亚”）、切希（现捷克地区）及罗斯（现俄罗斯、白俄罗斯和乌克兰）的莱赫、切赫和罗斯、中华始祖的炎黄二帝、百越的貉龍君和雄王、万世一系的神武天皇、古朝鮮的桓雄与檀君王儉；或者，以历史上的传奇人物为建国之祖，如蒙古的成吉思汗、俄罗斯的留里克、缅甸的阿努律陀。在希伯来圣经中，亚伯拉罕、以撒以及雅各被称为“族长”（patriarch，意指“以色列之父”），是以色列人的共祖，所有以色列人被视为是雅各的子民。

### 君主
在君主体制中，君王为国家的集权者，国君就是“国父”、王后就是“国母”的权力象征，同时亦是王侯贵族的宗主。这种概念源自君权神授说，君主的权力来自上天或者神明，国家的权力归于君主。这点被明确记载在西班牙宪法里，君主被视为是上帝的拟人和化身，是民族统一和永恒的象征。泰国国王与王后在当地被视为是国民的父母，泰王诞辰也是全国的父亲节，泰王后的诞辰则是母亲节。
中国历代君王自称“天子”，尊天为父，尊地为母，或有德高望重之臣者被君主尊称为“父”，如仲父管仲、尼父孔子、仲父吕不韦、江东仲父张昭、尚父姜子牙、亚父范增、相父诸葛亮、皇父摄政王多尔衮。中国古代官制，卿大夫退休称为“国老”，一般官吏退休称为“庶老”，由朝廷给予原俸禄中的部分待遇（养老），以示敬老尊贤。中国古代皇帝为当朝之“国君”（君父），皇后为当朝之“国母”（母仪）。
日本江戶時代末期薩摩藩的末代藩主島津忠義尊其生父島津久光為「國父」，島津久光以「國父」的身份實際掌控該藩於幕末時期的藩政。

### 专政者头衔
许多独裁者会在其政治生涯中为自己加诸各式称号，如多哥总统纳辛贝·埃亚德马自称为“国父”、“老大哥”和“人民的指引”，扎伊尔总统蒙博托·塞塞·塞科自称“国父”、“指引者”、“救世者”、“舵手”、“花豹”、“太阳总统”和“跨越一切障碍的雄鸡”。斯大林于1949年的70岁诞辰时，被赠予“国父”的称号，以表彰其在二战后，在苏联占领国家缔造的“人民民主”功绩。

### 建国及革命领袖头衔
在后殖民主义中，“国父”的称号有双重意义，一则以彰显其独立运动的合法性，二则以作为父爱主义的象征，汇聚民望。殖民国家脱离宗主国独立后，建国及革命领袖常被非正式称为“国父”。

## 国父的争论
“国父”的称谓有时会引发政治争议，如孟加拉國民党于2004年修改宪法，撤销谢赫·穆吉布·拉赫曼的“国父”称号，以壓抑拉赫曼长女谢赫·哈西娜领导的人民联盟。2007年9月，斯洛伐克共和国国家议会几乎通过宣布安德烈·赫林卡为“国父”的议程，尽管赫林卡是一位有争议的战前领袖。
一些国家的建国领袖实际上并没有正式的“国父”称号，但因为个人形象突出、事迹被民众传颂、设立纪念堂、被授予其它特殊头衔，常被外界误称或误视如同爲“国父”，如中华民国「先總統 蒋公」蒋中正、中华人民共和国「伟大领袖」毛泽东、蘇聯無產階級革命領袖列寧、朝鲜「共和国永远的主席」金日成、古巴「独立的使徒」何塞·馬蒂和革命領袖卡斯楚與切·格瓦拉、尼加拉瓜「自由人的將軍」桑地諾和革命總司令卡洛斯·丰塞卡、菲律宾「国家英雄」黎刹、韩国李承晚总统、以色列戴維·本-古里安總理、愛爾蘭埃蒙·德·瓦莱拉總統、埃及納賽爾总统、缅甸昂山将军、越南胡志明主席與伊朗最高領袖等開國領袖則是被一些支持者或評論成如同國父般的人物，甚至被刻意神化。

### 中華民國
孫文是辛亥革命的领袖之一，被認為是中華民國的建立者與最主要的開國元勛，並以此被寫入《中華民國憲法》的序言。他也是中國國民黨的創黨領袖，並對推動聯俄容共政策與中國共產黨的合作有很大的幫助。
1940年（民国二十九年）4月1日，國民政府明令尊稱為“中華民國國父”:218，規定「公牘、教科書籍、報纸、刊物及一切文字稱述總理或孫先生時，均應改稱國父」。並尊稱其為“孫中山”。1949年12月中華民國政府退守臺灣后，也引進了孫文的「國父」尊號。
陳水扁總統執政時期的中華民國政府有意推行“去中国化”政策，以划清台湾与中国的界限，提議在教科书中去除孙文的“国父”称号，稱因孫文本人与台灣並無直接關係。但這些政策在中國國民黨籍的馬英九繼任成為新總統後都被政府撤除，此後歷任總統皆未如陳水扁推動撤銷國父稱號的措施，孫文於是作為公認的中華民國國父至今，政府並建有專門的國父紀念館。

### 中华人民共和国
中華人民共和國於1949年建國后還沒有正式确立「国父」，一般對國父地位的孙文則称为“中国民主革命的先行者”，凸显中共是“孙文革命事业的继承者”，但也曾有中华人民共和国国家机构在非正式场合称孙文为「国父」，例如全国政协办公厅新闻局与人民网共同主办的中国政协新闻网，曾在纪念孙中山诞辰140周年网页上设立「国父风采」板块。近年来逐漸增加，媒体间也偶见“国父”称法，抑或称为“民国国父”。不過因為兩岸現狀，官方仍謹慎使用，电影《国父孙中山》在发布时就更名为《第一大总统》。2016年7月起的媒体用语规范中要求将臺灣的國父紀念館称为“台北中山纪念馆”。
中国人民大学文学院教授刘小枫在评价毛泽东时，尊称毛泽东为“国父”引起爭議，反对批评者有之，赞同支持者亦有之。但按一般來說，中共和中华人民共和国政府都从未曾認毛是國父，根據官方宣傳詞，终身担任中国共产党中央委员会主席的毛泽东，均一律只稱為“毛主席”，被官方認為是中国共产党、中国人民解放军和中华人民共和国的主要缔造者和领导人，在文革时亦被称为“伟大的导师”、“伟大的领袖”、“伟大的统帅”、“伟大的舵手”、“最敬爱的毛主席”、“人民心中的红太阳”。然而毛泽东生前曾指示其厌恶各種各樣的称号，并表示迟早要统统去掉。

### 越南
尽管越南政府没有授予任何国家先贤“国父”的称号，却无损外界对“越南国父”的争议。普遍上来说，越南共产党、越南民主共和国和越南人民军的主要创立者和领导人胡志明和越南民族解放运动领袖潘佩珠都被不少人認爲是越南的国父。目前普遍越南人民傾向以胡志明為重，部份反共或流亡的越南人士則主張潘佩珠。

## 現今各國國父
下列人物在其国内经常被国民尊称为“国父”，其他不称为“国父”，或者不单独称为“国父”的国家先贤，另见建国先驱列表、美国开国元勋、联邦之父、欧盟之父。
| 姓名 | 国家                   | 称号 | 简介 |
| --- | ---------------------- | --- | --- |
| 艾哈迈德沙·杜兰尼 | 阿富汗                 | 艾哈迈德沙·巴巴（احمد شــاه بــابا，Ahmad Shāh Bābā，意指“吾父艾哈迈德沙”）                                                     | 阿富汗杜兰尼王朝创建者 |
| 穆罕默德·查希尔沙 | 阿富汗                 | 阿富汗国父（Baba-i-Millat-i-Afghan）                                                                           | 巴拉克宰王朝末代国王，当塔利班政权于2002年被推翻后，他在国内获得广泛支持，由支尔格大会授予“国父”称号 |
| 何塞·德·圣马丁 | 阿根廷                 | 祖国之父（Padre de la Patria）                                                                                 | 南美独立战争领袖，推翻西班牙殖民统治，促成南美诸国独立，同時也是秘魯共和國建立者及秘魯守護者 |
| 亨利·帕克斯爵士 |                        | 联邦之父（Father of Federation）                                                                               | 开国元勋，澳大利亚联邦构思者 |
| 萊登‧平林爵士 | 巴哈马                 | 国父（Father of the Nation）                                                                                   | 1973年独立建国领袖 |
| 谢赫·穆吉布·拉赫曼 |                        | 孟加拉之友（বঙ্গবন্ধু， Bangabandhu）                                                                             | 1971年独立建国领袖 |
| 乔治·凯德尔·普赖斯 |                        | 国父（Father of the Nation）                                                                                   | 英属洪都拉斯首席部长、英属洪都拉斯总理、英属伯利兹总理、两任伯利兹总理 |
| 西蒙·玻利瓦尔 | 玻利维亚               | 祖国之父（Padre de la patria）                                                                                 | 推翻西班牙殖民统治，促成南美诸国独立，同時也是哥倫比亞、巴拿馬、厄瓜多、委內瑞拉祖國之父 |
| 佩德罗一世和若泽·博尼法西奥·德·安德拉达                                                                               | 巴西                   | 国父和独立之父（Father of the Nation and Patriarch of Independence）                                           | 佩德罗一世是首任巴西皇帝，博尼法西奥是佩德罗一世的顾问 |
| 诺罗敦·西哈努克 | 柬埔寨                 | 王父（Preahmâhaviraksat，中国官方称为“太皇”）                                                                  | 1953年独立建国领袖 |
| 约翰·亚历山大·麦克唐纳                                                                                                | 加拿大                 | 联邦之父（Father of Confederation）                                                                            | 加拿大第一任总理，开国元勋之一 |
| 贝尔纳多·奥希金斯 | 智利                   | 祖国之父（Padre de la patria）                                                                                 | 推翻西班牙殖民统治，促成智利独立 |
| 西蒙·玻利瓦尔 | 哥伦比亚               | 祖国之父（Padre de la patria）                                                                                 | 推翻西班牙殖民统治，促成南美诸国独立，同時也是厄瓜多、巴拿馬、玻利維亞、委內瑞拉祖國之父 |
| 圖季曼 |                        | 祖国之父（Otac domovine）                                                                                      | 克罗地亚民族解放运动领袖，现代克罗地亚国家肇建者 |
| 卡洛斯·曼努埃尔·德·塞斯佩德斯                                                                                         | 古巴                   | 祖国之父（Padre de la Patria）                                                                                 | 十年战争起义者，推翻西班牙殖民统治，促成古巴独立 |
| 卡尔四世 | 捷克地域               | 祖国之父（Otec vlasti）                                                                                        | 波西米亚国王，由布拉格查理大学授予的称号 |
| 弗兰蒂谢克·巴拉茨基                                                                                                   | 捷克地域               | 国父（Otec národa）                                                                                            | 捷克政治家和历史学家，在捷克民族复兴运动中有影响力的学者 |
| 托马斯·加里格·马萨里克                                                                                                | 捷克地域               | 祖国之父（Father of the fatherland）                                                                           | 首任捷克斯洛伐克总统 |
| 胡安·巴勃罗·杜瓦特 |                        | 祖国之父（Padre de la patria）                                                                                 | 推翻海地统治，促成多米尼加独立 |
| 西蒙·玻利瓦尔 |                        | 祖国之父（Padre de la patria）                                                                                 | 推翻西班牙殖民统治，促成南美诸国独立，同時也是哥倫比亞、巴拿馬、玻利維亞、委內瑞拉祖國之父 |
| 切迪·贾根 |                        | 国父（Father of the nation）                                                                                   | 英属圭亚那首席部长、首任圭亚那总理，推翻英国殖民统治，创建人民进步党 |
| 杜桑-卢维图尔和让-雅克·德萨林                                                                                         | 海地                   | 祖国之父（Père de la patrie）                                                                                  | 推翻法国殖民统治，促成海地独立 |
| 莫罕达斯·卡拉姆昌德·甘地                                                                                              | 印度                   | 圣雄甘地（महात्मा गाँधी，Mahatma Gandhi）；国父（बापू，Bapu）                                                          | 印度独立运动及国大党领袖，推翻英国殖民统治，促成印度独立 |
| 苏卡诺 | 印度尼西亞             | 国父（Bapak Bangsa）；印度尼西亚革命领袖（Pemimpin Besar Revolusi Indonesia）                                  | 首任印度尼西亚总统 |
| 居鲁士大帝 | 伊朗                   | 沙汗沙（Shahanshah）                                                                                           | 波斯领袖，对抗米底王国，建立阿契美尼德帝国 |
| 西奥多·赫茨尔 | 以色列                 | 国家远见者（חוזה המדינה，Khozeh HaMedinah）；猶太國家的精神之父（האב הרוחני של מדינת היהודים）                 | 锡安主义创建者，倡议在以色列地重新建立犹太国家（מדינת היהודים） |
| 戴维·本-古里安 | 以色列                 | 開國元勳（האבות המייסדים）；國父（אבי האומה）                                                                  | 錫安主義運動領袖，領導以色列成為獨立的國家；《以色列獨立宣言》之宣讀人暨以色列建國後首任總理 |
| 维托里奥·埃马努埃莱二世和朱赛佩·加里波底                                                                              | 義大利                 | 祖国之父（Padre della Patria）                                                                                 | 意大利統一後的首任意大利国王，后者领导了意大利统一运动 |
| 乔莫·肯雅塔 |                        | 国父（Baba wa Taifa）                                                                                          | 首任肯尼亚总统 |
| 金九 |                        | 民族先師（민족의 스승，Minjogui seuseung）；國父（국부，Gukbu）                                                | 韩国独立运动领袖，对抗大日本帝國殖民统治，于1962年由朴正熙总统追授予“国父”称号 |
| 金日成 | 朝鮮民主主義人民共和國 | 伟大领袖（위대한 수령，Widaehan Sulyeong）；社会主义朝鲜的始祖（사회주의조선의 시조，Sahoejuuijoseon-ui Sijo） | 朝鲜民主主义人民共和国第1代领导人，金日成虽然没有正式的国父称号，但在宣传上称呼他为“慈父领袖”（어버이수령，eobeoi-Sulyeong） |
| 易卜拉欣·鲁戈瓦 | 科索沃                 | 国父（Baba i Kombit）                                                                                          | 首任科索沃总统 |
| 约纳斯·巴萨纳维丘斯                                                                                                   | 立陶宛                 | 国父（Tautos patriarchas）                                                                                     | 立陶宛民族复兴运动拥护者和首份立陶宛语报刊的创办人 |
| 克尔斯泰·米西尔科夫                                                                                                   | 北馬其頓               | 国父（Татко на нацијата）                                                                                      | 著名语言学家、作家和独立运动支持者，提出马其顿民族的特征不同于其它巴尔干民族，同时在中马其顿方言的基础上编纂标准马其顿语 |
| 东姑阿都拉曼 | 马来西亚               | 独立之父（Bapa Kemerdekaan）；马来西亚之父（Bapa Malaysia）                                                    | 首任马来西亚首相 |
| 成吉思汗 | 蒙古国                 | | 統一蒙古各部，橫掃歐亞，蒙古帝國創立者。 |
| 西沃萨古尔·拉姆古兰爵士                                                                                               | 模里西斯               | 国父（Father of the Nation）                                                                                   | 首任毛里求斯总理 |
| 米格尔·伊达尔戈·伊·科斯蒂利亚                                                                                         | 墨西哥                 | 墨西哥民族之父（Padre de la patria mexicana）                                                                  | 墨西哥独立战争领袖 |
| 萨姆·努乔马 | 纳米比亚               | 纳米比亚建国之父（Founding Father of the Namibian Nation）                                                     | 首任纳米比亚总统，于2005年通过国会法案授予“纳米比亚建国之父”称号 |
| 威廉一世 | 荷蘭                   | 祖国之父（Vader des Vaderlands）                                                                               | 荷兰起义领袖，反抗西班牙统治，建立荷兰共和国 |
| 埃纳尔·基哈德森 | 挪威                   | 国父（Landsfaderen）                                                                                           | 二战后的首位挪威首相，挪威工黨領袖，奠定挪威的褔利國家和社會現代化制度。 |
| 穆罕默德·阿里·真纳 | 巴基斯坦               | 伟大领袖（Quaid-e-Azam）；国父（Baba-e-Qaum）                                                                  | 巴基斯坦建国者、全印穆斯林联盟领袖及首任巴基斯坦总督 |
| 西蒙·玻利瓦尔 | 巴拿马                 | 祖国之父（Padre de la patria）                                                                                 | 推翻西班牙殖民统治，促成南美诸国独立，同時也是哥倫比亞、玻利維亞、厄瓜多、委內瑞拉祖國之父 |
| 迈克尔·索马雷爵士 |                        | 国父（Father of the Nation）                                                                                   | 1975年独立建国领袖，也称为“酋长” |
| 何塞·德·圣马丁 | 秘魯                   | 共和国建立者及秘鲁守护者（Fundador de la República y Protector del Perú）                                      | 南美独立战争领袖，推翻西班牙殖民统治，促成南美诸国独立，同時也是阿根廷祖國之父 |
| 黎刹 | 菲律賓                 | 國家英雄 | 他的壯烈犧牲使菲律賓人意識到除了脫離西班牙獨立外別無選擇，隨後爆發了菲律賓革命。 |
| 阿方索一世 | 葡萄牙                 | 国父（Pai da Nação）                                                                                           | 首任葡萄牙国王，于1179年由罗马教廷承认 |
| 孫中山 | 中華民國               | 國父 | 辛亥革命领袖，提倡以革命推翻满清政权，國民政府于民国二十九年（1940年）决议追授予“國父”称号。在中华人民共和国多被称为中国民主革命的先行者。 |
| 彼得大帝 | 俄羅斯                 | 祖国之父（Отец Отечества，Otéc Otéčestva）                                                                     | 1721年由元老院授予“国父”、“俄罗斯皇帝”和“大帝”称号 |
| 瓦利·穆斯塔法·赛义德                                                                                                  | 撒拉威阿拉伯民主共和國 | 国父（Father of the Nation）                                                                                   | 波利萨里奥阵线领袖及首任撒拉威阿拉伯民主共和国总统，击溃西班牙殖民军及反抗摩洛哥、毛里塔尼亚军的入侵 |
| 约翰·康普顿爵士 | 圣卢西亚               | 国父（Father of the Nation）                                                                                   | 首任圣卢西亚总理 |
| 伊本·沙特 | 沙烏地阿拉伯           | 国父（والد الأمة，Waalid Al Ummah）                                                                            | 首任沙特阿拉伯国王，统合阿拉伯半岛诸部落 |
| 唐纳德·杜瓦 | 苏格兰                 | 国父（Father of the Nation）                                                                                   | 《1998年苏格兰法》通过后，苏格兰议会首次选举产生的首席部长 |
| 多布里察·乔西奇 | 塞爾維亞               | 国父（Отац Нације）                                                                                            | 首任南斯拉夫联盟共和国总统 |
| 李光耀 | 新加坡                 | 新加坡建国总理（Founding Prime Minister of Singapore）﹔新加坡建国之父（Foundings father of Singapore）之一    | 开国元勋，首任新加坡总理、前内阁资政、执政人民行动党首任秘书长 |
| 普里莫兹·特鲁巴 | 斯洛維尼亞             | 国父（Oče naroda）                                                                                             | 斯洛文尼亚地区新教的创建者和首任教监，也是首本斯洛文尼亚语印刷出版书籍的作者 |
| 纳尔逊·曼德拉 | 南非                   | 国父（Tata wethu）                                                                                             | 反种族隔离运动领袖，也是取消种族隔离政策后的首任南非总统 |
| 天主教双王 | 西班牙                 | 卡斯提尔和阿拉贡王国君主（Reyes Católicos de los reinos de Castilla y Aragón）                                 | 西班牙王国统合者，统一卡斯提尔、阿拉贡和安达卢斯地区，进一步促成西班牙帝国的扩张 |
| 唐斯蒂芬·森纳那亚克                                                                                                   | 斯里蘭卡               | 国父（Father of the Nation）                                                                                   | 首任斯里兰卡总理 |
| 约翰·费里埃 | 苏里南                 | 祖国之父（Vader des Vaderlands）                                                                               | 首任苏里南总统 |
| 古斯塔夫一世 | 瑞典                   | 国家英雄（Nationshjälte）                                                                                      | 瑞典瓦萨王朝创建者，推翻丹麦国王克里斯蒂安二世统治 |
| 朱利叶斯·尼雷尔 | 坦桑尼亚               | 国父（Baba wa Taifa）                                                                                          | 首任坦桑尼亚总统 |
| 泰王拉瑪九世 | 泰國                   | 泰國國王（พระมหากษัตริย์ไทย，Phra Ma Haak Sat Ri Thai）                                                                         | 泰國君主是國家主權的象徵，深受國民的尊崇和愛戴，尊稱為「父親」，國王誕辰也是泰國的父親節 |
| 穆斯塔法·凯末尔·阿塔蒂尔克                                                                                            | 土耳其                 | 阿塔蒂尔克（Atatürk，意指“土耳其之父”）                                                                        | 首任土耳其总统，土耳其国会于1934年授予“阿塔蒂尔克”姓氏 |
| 谢赫扎耶德·本·苏尔坦·阿勒纳哈扬                                                                                       | 阿联酋                 | 国父（والد الأمة，Waalid Al Ummah）                                                                            | 首任阿联酋总统 |
| 乔治·华盛顿 | 美国                   | 国父（Father of His Country）                                                                                  | 美国开国元勋之一，美国独立战争大陆军总司令及首任美国总统 |
| 乔治·华盛顿、约翰·亚当斯、托马斯·杰斐逊、詹姆斯·麦迪逊、本杰明·富兰克林等独立宣言签署者和制宪会议代表（美国开国元勋） | 美国                   | 美國開國元勳（America's Founding Fathers）                                                                     | 美利坚合众国的开国元勋们、独立宣言签署者和制宪会议代表 |
| 何塞·赫瓦西奧·阿蒂加斯                                                                                                | 乌拉圭                 | 乌拉圭独立之父（Padre de la independencia uruguaya）                                                           | 乌拉圭独立运动领袖，在拉普拉塔联合省击溃英国、西班牙和葡萄牙殖民军 |
| 西蒙·玻利瓦尔 | 委內瑞拉               | 祖国之父（Padre de la patria）                                                                                 | 南美独立战争领袖，推翻西班牙殖民统治，促成南美诸国独立，同時也是哥倫比亞、巴拿馬、厄瓜多、玻利維亞祖國之父 |
| 沙納納·古斯芒 | 东帝汶                 | 東帝汶國父 | 游擊隊東帝汶獨立革命陣線領袖，領導人民推翻被印尼吞併後的東帝汶，2002年建國，首任東帝汶總統 |
| 阿利雅·伊澤特貝戈維奇                                                                                                 |                        | 波黑建国之父                                                                                                   | 波黑波斯尼亚克族律师、社会活动家、政治家，首任波斯尼亞和黑塞哥維那主席團主席。 |
| 米爾頓·奧博特 | 烏干達                 | 烏干達國父 | 乌干达政治家，1962至1966年间出任该国总理，1966至1971及1980至1985年期间两度出任总统。1962年，他带领乌干达脱离英国殖民统治，走向独立，因而被视为现代乌干达的国父。 |
| 约瑟夫·詹金斯·罗伯茨                                                                                                  | 利比里亚               | 賴比瑞亞之父                                                                                                   | 首任暨第7任賴比瑞亞总统 |
| 麥可·柯林斯 | 爱尔兰                 | 愛爾蘭國父 | 是愛爾蘭革命領導人，愛爾蘭共和軍情報首長，愛爾蘭臨時政府主席，他在1922年8月於愛爾蘭內戰被槍擊身亡。大多數愛爾蘭政治黨派都承認他對現代愛爾蘭國家的建立做出的貢獻，政治黨派「愛爾蘭統一黨」（Fine Gael）的成員和支持者們特別將其作為運動的創始人來紀念。                                                                                         |
| 约翰·加朗 | 南蘇丹                 | 南蘇丹共和國國父                                                                                               | 是苏丹共和国前副总统，苏丹人民解放军的创建者和领袖，南蘇丹國父。加朗也是蘇丹人民解放運動和武裝力量蘇丹人民解放軍的創建者。 |
| 伊薩亞斯·阿費沃爾基                                                                                                   |                        | 厄立特里亞國父                                                                                                 | 是厄立特里亞的建國者，1991年5月，阿費沃爾基領導厄利垂亞人民解放陣線於歷時三十年的厄利垂亞獨立戰爭中獲勝。1993年厄利垂亞從衣索比亞人民民主共和國獨立後，阿費沃爾基由實行一黨專政的人民民主與正義陣線推舉擔任總統至今。 |
| 維爾·伯德 | 安地卡及巴布達         | 安提瓜和巴布達國父                                                                                             | 是安提瓜和巴布達的建國者，在之前的安地卡自治領時期的1967年2月27日至1971年2月14日、1976年2月1日至1981年11月1日兩度擔任總理。帶領國民在1981年11月1日脫離英國獨立。為首任總理；兒子萊斯特·伯德第二任總理，任期1994年至2004年。他亦為知名運動員。他在1971年至1993年期間擔任安地卡工黨主席，並在前總理、也是他的父親維爾·伯德辭職後，接任總理一職。 |
| 伊斯梅尔·捷马利 | 阿尔巴尼亚             | 国父（Babai Kombit）                                                                                           | 阿尔巴尼亚的建国者，曾领导阿尔巴尼亚民族解放运动，并在1912年于发罗拉主持国民大会，向外界宣布阿尔巴尼亚独立，后领导建立阿尔巴尼亚临时政府,成为第一任阿尔巴尼亚总理。 |
| 哈伊克 | 亞美尼亞               | 纳哈佩特(Նահապետ，意为部落族长)                                                                                | 传说中亚美尼亚民族的酋长和创始人。 |
| 康斯坦蒂·卡利诺夫斯基                                                                                                 | 白俄羅斯               | 白俄罗斯国族的缔造者（Стваральнік беларускага народу）                                                         | 一月起义的主要领袖，白俄罗斯民族主义的代表人物 |

## 外部連接
- 世界各國國父或開國領袖簡介（页面存档备份，存于）